# SS-Standarte Kurt Eggers

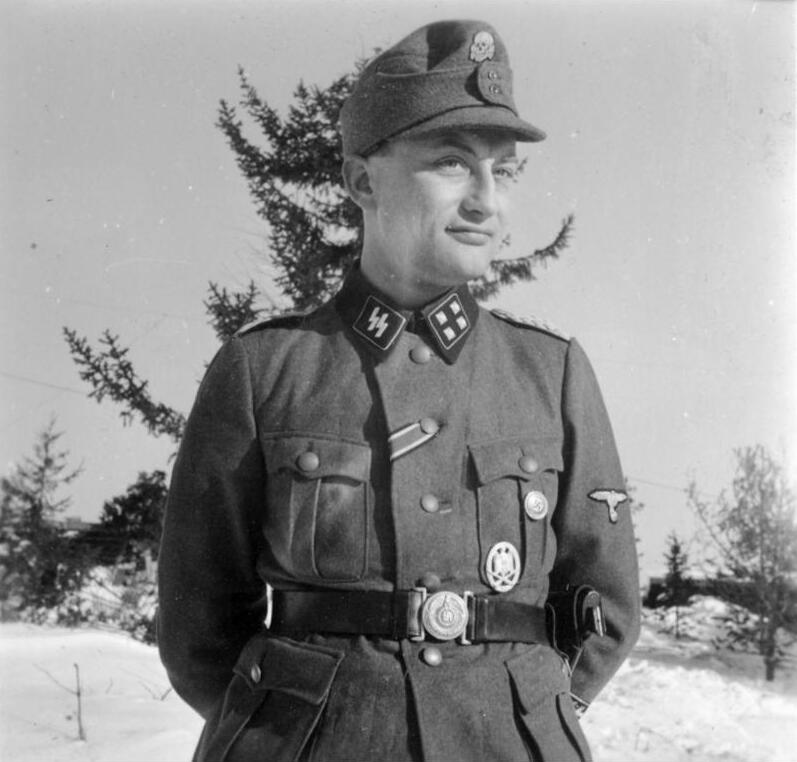
Gunter d'Alquen (1941)

El SS-Standarte "Kurt Eggers" fue una unidad de propaganda de las SS (SS-Standarte) de la Alemania nazi durante la Segunda Guerra Mundial. Daba a conocer las acciones de las unidades de combate de las Waffen-SS. Los "Berichter" (literalmente: reporteros) del Standarte estaban totalmente entrenados y equipados para el combate y se esperaba que lucharan activamente, si la situación lo exigía.

## Historia operativa
La SS-Kriegsberichter-Kompanie ("Compañía de reporteros de guerra de las SS") se formó en enero de 1940 con cuatro pelotones de corresponsales de guerra y su personal de apoyo. Los pelotones podían operar independientemente unos de otros, cada uno equipado con cámaras fotográficas y de cine para permitir a las unidades documentar visualmente las acciones de los hombres de las Waffen-SS en combate.

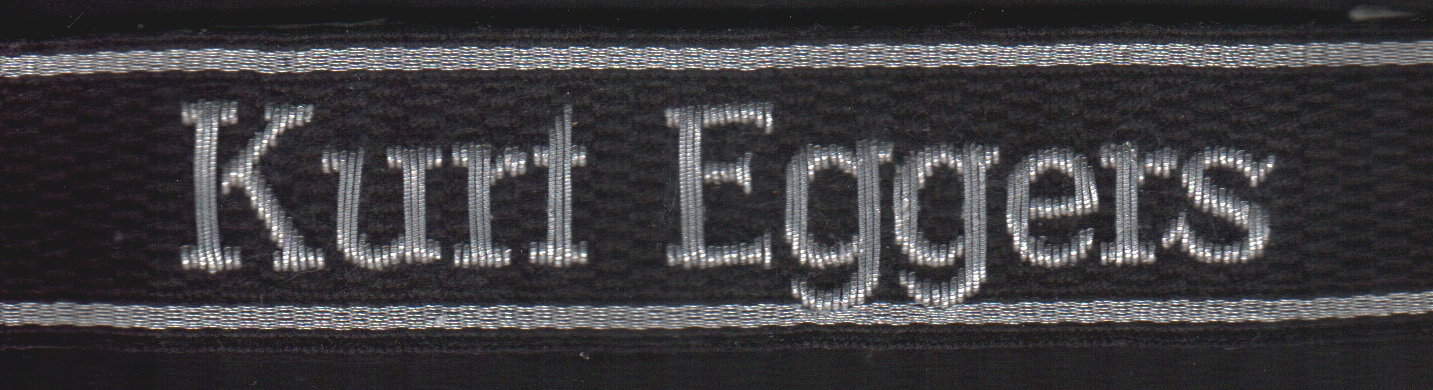
El brazalete del SS-Standarte "Kurt Eggers"

La compañía estaba bajo el mando del ex comandante de la Allgemeine-SS Günter d'Alquen, que dirigió la unidad durante toda su existencia. Un pelotón estaba adscrito a cada una de las cuatro formaciones de combate de las Waffen-SS. Estos pelotones estuvieron adscritos a sus respectivas formaciones durante las campañas de la Batalla de Francia y la invasión de Yugoslavia. En agosto de 1941, el número de formaciones de las Waffen-SS había aumentado, por lo que la SS-Kriegsberichter-Kompanie también aumentó de tamaño, convirtiéndose en el SS-Kriegsberichter-Abteilung (batallón).
A medida que el número de formaciones de combate de las SS aumentaba, también lo hacía el número de corresponsales necesarios. En diciembre de 1943, la unidad alcanzó el tamaño de un regimiento y recibió el nombre de SS-Standarte "Kurt Eggers". El título honorífico se refería a Kurt Eggers, corresponsal de guerra de las SS y editor de la revista de las SS Das Schwarze Korps, que había sido asesinado a principios de año mientras informaba sobre la 5.ª División Panzer SS Wiking durante la Tercera batalla de Járkov.
Varios voluntarios extranjeros de las Waffen-SS se convirtieron en fotógrafos, escritores, locutores y grabadores de Kurt Eggers, y la mayoría eran multilingües. Se formaron varias formaciones dentro del Standarte para recopilar información para los países ocupados o aliados, y estas subunidades solían estar formadas por voluntarios de la nacionalidad correspondiente. Al menos dos ciudadanos estadounidenses, varios británicos y un neozelandés sirvieron en el Standarte durante la Segunda Guerra Mundial. "Se sabe que tres voluntarios ingleses sirvieron en esta unidad, Railton Freeman (alias Royston y Metcalfe), que fue condenado a diez años de prisión después de la Guerra, Dennis John Leister (alias Beckwith) y Francis Paul Maton (alias Wood), así como uno de Nueva Zelanda: Roy Nicholias Courlander (alias Regan). Después de la guerra, Leister, Matton y Courlander fueron juzgados por un tribunal militar por ayudar al enemigo. Leister fue sentenciado a tres años de prisión, Matton a 10 años de prisión y Courlander a 15 años de prisión, que se redujeron a nueve años en apelación. Monti fue juzgado por un tribunal militar por robar un avión para desertar, pero antes de ser acusado de traición en un tribunal civil. Se declaró culpable y fue sentenciado a 25 años de prisión.